# Boppelsen
Boppelsen é uma comuna da Suíça, situada no distrito de Dielsdorf, no cantão de Zurique. Tem 3,94 km² de área e sua população em 2018 foi estimada em 1.377 habitantes.